# White Wolf, Inc
White Wolf, Inc. és una empresa americana que fa jocs de rol i altres tipus. Va ésser feta en el 1991 per Mark Rein-Hagen, Steve Wieck i Stewart Wieck.
És molt coneguda pel joc de rol Vampire: The Masquerade i per l'ambientació Món de Tenebres la que dona vida a molts jocs de rol de la mateixa empresa, com :
- Vampire: The Masquerade
- Werewolf: The Apocalypse
- Mage: The Ascension
- Changeling: The Dreaming
- Demon: The Fallen
- Hunter: The Reckoning
- Wraith: The Oblivion
- Mummy: The Resurrection
- Kindred of the East
- Orpheus

També han desenvolupat videojocs i joc de cartes com Vampire: The Eternal Struggle.